# 天津物产集团
天津物产集团有限公司，簡稱天津物產集團、天物集團（英語：Tewoo Group Company Limited），原为天津市物资集团总公司，其历史可以追溯至於1958年由當時天津市政府設立前身為「天津市物资供销局」。
業務為在國內和全球經營大宗商品贸易、现代物流、地产开发、金融服务和中职教育。
董事長為王志忠。總部位於天津市和平区营口道四号（邮编：300041）。
該公司被美國財富雜誌2012年，排名為416位，其後在2013年躍升至343位，截止2012年12月31日年度財政資料，营业收入328.64億美元，盈利為1.14億美元。
2014年5月，天津物產集團旗下天物投資和瑞安投資，收購當時由朱樹豪持有Carrick Worldwide Limited全部的3.76億股新昌營造股份，相當於新昌營造13.15%股權。交易完成後，天津物產集團共持有新昌營造17.98%股權。

## 债务危机
2019年4月3日，界面新闻报道，天津物产集团面临流动性紧张，向银行申请贷款展期。4月4日，彭博社消息，天津物产集团出售铜库存，应对流动性紧张。
2019年12月12日，彭博社称天津物产集团在美元债券市场失败，是中国国有企业自1998年广东国际信托投资公司倒闭以来面临最大的失败，这表明三十年来最严重的经济放缓正在限制中国政府对实力较弱的国有企业的纾困能力。